# Scène hardcore de Chicago
La scène hardcore de Chicago est une scène mêlant punk hardcore et punk rock qui s'est développée dans la ville de Chicago au début des années 1980. Elle était bien plus expérimentale que dans les autres grandes villes des États-Unis et dans le reste du monde. Les groupes les plus populaires de la scène sont The Effigies, Strike Under, Big Black et Naked Raygun.

## Histoire

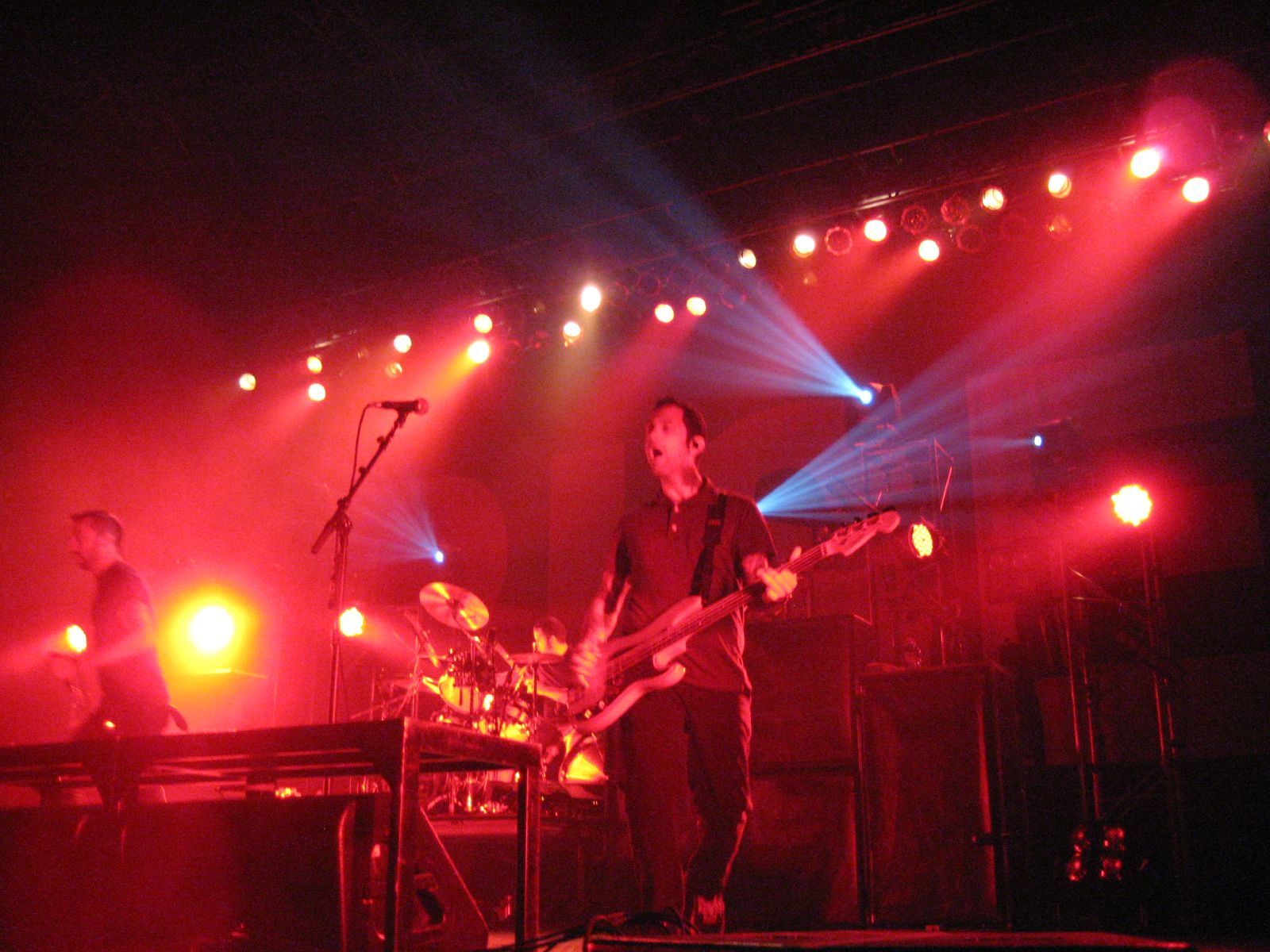
Rise Against, sur scène à New York le 14 octobre 2008.

La scène hardcore de Chicago se développe dans et autour des bars et des lieux de rendez-vous dans les quartiers nord de la ville (North Side) autour de l'année 1982. Les plus populaires de ces groupes sont Raygun Nu, The Effigies,, Rise Against, Fall Out Boy, et The Blackad. Une scène plus underground mais au talent inconditionnelle se développe également en banlieue nord de Chicago dans la ville de Evanston, à l'Université Northwestern et à Champaign, où se trouve l'Université de l'Illinois.
Les groupes punk hardcore de Chicago incluent Plan of Attack, Expired Youth, Venomous Concept, Sidewalk, Double Crossed, Few and the Proud, The Repos, Punch In The Face ou encore D.O.M. Durant l'année 2006, la scène de Chicago commence à éprouver un renouvellement de la participation de la foule punk[réf. nécessaire]. L'histoire de la scène punk commence à être représentée sérieusement sur le web et dans les films. Le 24 novembre 2007, le film Vous n'étiez pas là qui documente l'histoire de la scène est examiné au théâtre de Portage. Le théâtre est complètement emballé et dehors vendu[réf. nécessaire]. Le film continue à être présenté dans de petits théâtres dans le pays[réf. nécessaire].